# 환불원정대
환불원정대(영어: Refund Sisters, Refund Expedition)는 대한민국의 4인조 프로젝트 걸 그룹이다. 멤버는 천옥, 만옥, 은비, 실비로 이루어져 있으며, 프로듀서 지미유를 통해 결성되었다. MBC TV의 예능 프로그램인 《놀면 뭐하니?》를 통해 결성된 프로젝트 그룹이다. 그룹명 "환불원정대"는 멤버들이 환불을 잘할 것 같은 강한 캐릭터들이기 때문에 붙여진 이름이다.
현재는 방송이 종료됨과 동시에 활동이 종료된 상태다.
결성 계기는 싹쓰리의 멤버인 린다G(이효리)가 《놀면 뭐하니?》 싹쓰리 프로젝트의 한 회차에서 이효리가 엄정화, 제시, 화사와 함께 환불원정대를 만들고 유재석이 매니저를 해보면 재밌겠다고 말한 것이 계기가 됐다.

## 이전 구성원
| 이름 | 소개 |
| ---- | --- |
| 천옥 | - 본명: 이효리 - 생년월일: 1979년 5월 10일(45세) - 출생지: 대한민국 충청북도 청주시 - 포지션: 리더, 보컬 |
| 만옥 | - 본명: 엄정화 - 생년월일: 1969년 8월 17일(55세) - 출생지: 대한민국 충청북도 제천시 - 포지션: 보컬       |
| 은비 | - 본명: 제시카 현주 호, 제시 - 생년월일: 1988년 12월 17일(36세) - 출생지: 미국 뉴욕 - 포지션: 래퍼, 보컬 |
| 실비 | - 본명: 안혜진, 화사 - 생년월일: 1995년 7월 23일(29세) - 출생지: 대한민국 전라북도 전주시 - 포지션: 보컬 |

## 음반 목록

### 싱글 음반
- 2020년 10월 10일 <Don't Touch Me>

## 같이 보기
- 놀면 뭐하니?
- 유재석
- 김종민
- 정재형
- 아이키